# سیارک ۴۶۰۲
سیارک ۴۶۰۲ (به انگلیسی: 4602 Heudier، نامگذاری:1986UD3) چهار هزار و ششصد و دومین سیارک کشف شده‌است که در ۲۸ اکتبر ۱۹۸۶ کشف شد.
قدر مطلق سیارک برابر ۱۲٫۴۰ است.